# Am Schloß 8 (Schkopau)

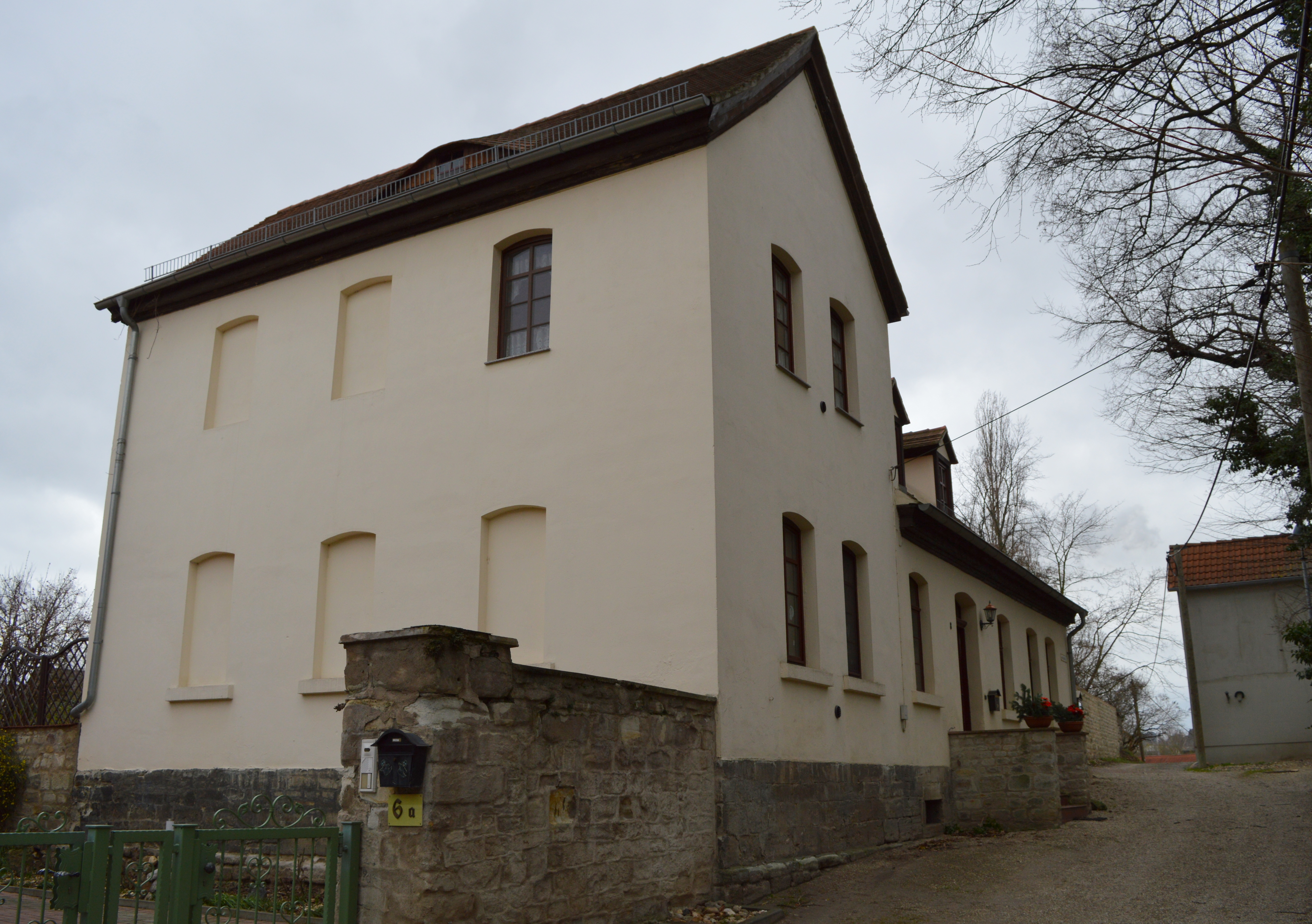
Am Schloß 8

Das Haus Am Schloß 8 ist ein denkmalgeschütztes Gebäude in der Gemeinde Schkopau in Sachsen-Anhalt.

## Lage
Es befindet sich im Ortszentrum von Schkopau, südwestlich des Schlosses Schkopau. Nordwestlich des Hauses befindet sich die Dorfkirche Schkopau. 

## Architektur und Geschichte
Das im örtlichen Denkmalverzeichnis als Schule eingetragene Gebäude entstand in der ersten Hälfte des 19. Jahrhunderts. Es handelt sich in weiten Teilen um ein noch original erhaltenes historisches Schulhaus. Ursprünglich wurde die Schule mit zwei Klassen betrieben. Darüber hinaus befand sich im Haus eine Lehrerwohnung. Das Grundstück ist mit einer Mauer aus Bruchsteinen umfriedet.